# OpenFT
O OpenFT é um protocolo desenvolvido pelo projeto giFT. O nome "OpenFT" significa "Open FastTrack". Entretanto, o OpenFT é um protocolo completamente novo, e apenas alguns recursos vieram do pouco que se sabia sobre a FastTrack quando o OpenFT foi desenvolvido. Assim como a FastTrack, o OpenFT é uma rede onde nodos enviam listas de arquivos compartilhados para outros nodos. Isso reduz o consumo de banda necessário para a pesquisa, entretanto, consumindo mais recursos do processador e mémoria nos nodos.